# Canda
Canda är en ort och kommun i provinsen Rovigo i regionen Veneto i Italien. Kommunen hade 901 invånare (2018).